# غوتهارد أ. دالبيرغ
غوتهارد أ. دالبيرغ هو سياسي أمريكي، ولد في 17 يوليو 1884، وتوفي في 8 أكتوبر 1948. نشط حزبياً في الحزب الجمهوري. وقد انتخب عضو مجلس نواب إلينوي ‏.